# 516 v.Chr.
Het jaar 516 v.Chr. is een jaartal volgens de christelijke jaartelling.

## Gebeurtenissen

### Perzië
- Koning Darius I begint aan de verovering van de Indus-vallei in India.